# Дедо III (маркграф Лужицкий)

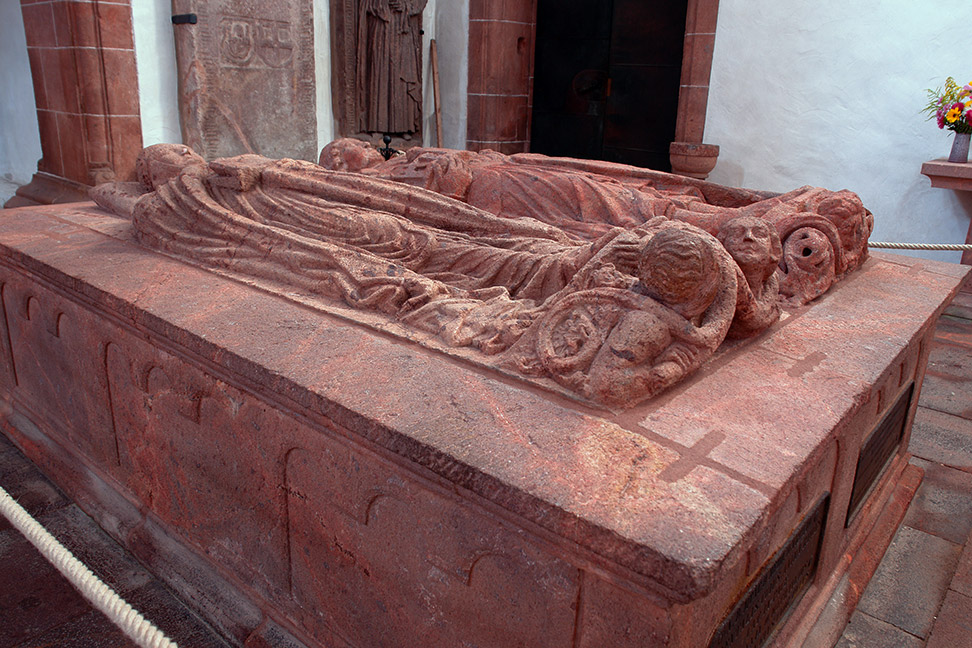
Гробница маркграфа Деди и его жены Матильды в монастыре Вексельбург

Деди III Толстый (нем. Dedo III. der Feiste; ок. 1140 — 16 августа 1190) — маркграф Лужицкий с 1185 года, граф Веттин (как Деди V), сеньор замка Гройч с 1144 года, граф Гройча и Рохлица с 1156 года, граф Айленбурга и маркграф Ландсберга с 1185 года.

## Биография
Сын маркграфа Конрада I Мейсенского и его жены Луитгарды фон Равенштейн. Родился не позднее 27 февраля 1142 года. 
С 1144 года граф фон Гройч как наследник своей тети, графини Берты, — вдовы Деди IV фон Веттин. После её смерти в 1156 году графство было разделено и Деди получил во владение Рохлиц и фогство в епископстве Наумбург.
Деди участвовал в пяти военных кампаниях императора Фридриха Барбароссы. В 1177 году был послом императора к папе Александру III и от имени Фридриха поклялся соблюдать условия Венецианского договора, положившего конец разделению церквей.
В споре за мейсенское наследство в 1190 году Деди и его сыновья поддерживали Альбрехта II Гордого.
Большую часть своей жизни Деди провел в Рохлице. Как и его брат Оттон, он поощрял переселение этнических германцев в свои владения, расположенные в славянских землях.
Основал аббатство Вексельбург, где похоронен сам и его потомки.
После смерти брата, лужицкого маркграфа Дитриха II, Деди унаследовал его владения.
Чтобы быть в форме для участия в Третьем крестовом походе, Деди приказал своим врачам сделать ему липосакцию. Эта операция стала для маркграфа фатальной: 16 августа 1190 года он умер.

## Семья
Деди III не позднее чем в 1158 году женился на Матильде фон Хайнсберг, дочери Госвина III фон Хайнсберга; в этом браке родилось шестеро детей:
- Дитрих (до 13 сент. 1159 — 13 июня 1207) — граф фон Зоммершенбург и фон Гройч, пробст в Магдебурге
- Филип — пробст в Ксантене (1182—1190)
- Конрад II (после 13 сент. 1159 — 6 мая 1210) — маркграф Лужицкий
- Генрих (ум. не позднее 1174)
- Госвин (ум. не позднее1174)
- Агнесса (1160/1165 — 24/26 марта 1195), замужем за герцогом Бертольдом IV фон Андекс-Меран.

Потомками Деди III были святая Ядвига Силезская (внучка) и святая Елизавета Венгерская (правнучка).